# Wertstromdesign

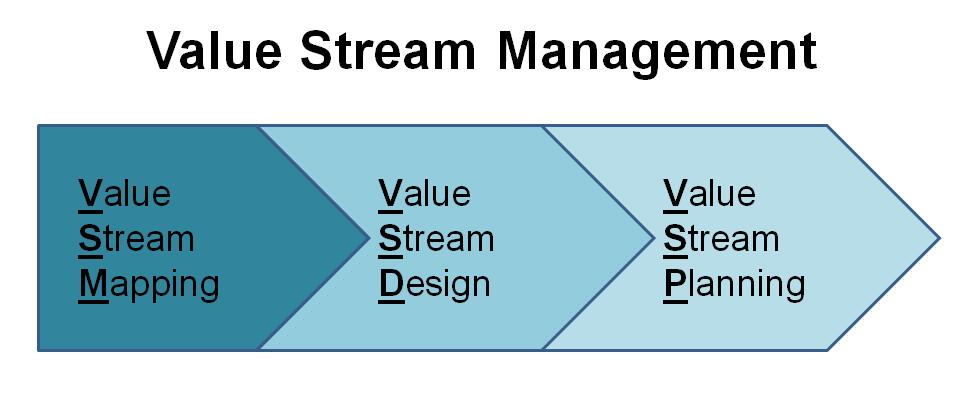
Wertstromdesign im Wertstrommanagement

Das Wertstromdesign, engl. Value Stream Design (VSD), ist der zweite Verfahrensschritt des sogenannten Wertstrommanagements (Value Stream Management), ein betriebswirtschaftliches Werkzeug im Bereich der Produktionsplanung und -steuerung.
Das Verfahren zeichnet den Entwurf („Soll-Zustand“) einer gemeinsamen Vision für einen verbesserten kundenorientierten Material- und Informationsfluss des gesamten Wertstroms (VSD Vision) ab. Zuvor wurde bei der Wertstromanalyse der Ist-Zustand, ausgehend vom Endkunden (Customer) über die Produktion (Producer) bis zu den Lieferanten (Supplier), zeichnerisch festgehalten.
Das Wertstromdesign beschreibt, wie die aktuelle Fertigung zukünftig funktionieren soll. Es wird ein Wertstrom gestaltet, bei dem nicht-wertschöpfende Tätigkeiten eliminiert sind. Die hierzu erforderlichen Maßnahmen werden in einem Aktivitätenplan festgehalten, der Schritt für Schritt umgesetzt wird.

## Vorgehen
Der Entwurf eines verbesserten kundenorientierten Wertstroms sieht die Umsetzung der BPS-Prinzipien und die Berücksichtigung der Wertstromrichtlinien vor. Deren sieben Schritte sind:
1. Kundentakt berücksichtigen
2. Entscheidung: Direkt für den Versand produzieren oder über Supermarkt gehen?
3. Kontinuierlichen Fluss einführen
4. Supermarkt-Pullsystem einführen
5. Nur einen Punkt planen (Schrittmacherprozess)
6. Kleinlosfertigung und Ausgleich am Schrittmacherprozess
7. Taktgebundene Entnahme am Schrittmacherprozess

## Eigenschaften von Wertstromdesign
Im Gegensatz zu anderen Methoden wird hierbei nicht nur mit dem Materialfluss gearbeitet, sondern auch der Informationsfluss, der die Produktion steuert, betrachtet und entworfen. Das Wertstromdesign wird im Laufe der Zeit wiederholt angepasst und verfeinert. Es dient als Vorlage, mit dessen Hilfe man versucht sicherzustellen, dass einzelne Verbesserungsanstrengungen schließlich ein rundes Ganzes ergeben und in ein besseres System münden.
Eines der wichtigsten Ziele von Wertstromdesign besteht darin, alle Prozesse im Wertstrom so miteinander zu verknüpfen, dass ein Fluss entsteht. Dieser Wertstrom wird maßgeblich durch den Kunden-Pull gesteuert. Durch eine enge Verkettung der Prozesse innerhalb des Wertstroms versucht man eine Verkürzung der Durchlaufzeit sowie eine gleichzeitige Reduzierung von Beständen, Fehlern und Ausschuss zu erreichen. Hierbei wird auch versucht, die Steuerung einzelner Prozesse auf die Steuerung eines gesamten, effizienten, kundenorientierten Wertstromflusses zu verlagern.

## Ziele des Wertstromdesigns
Ziel des Wertstromdesign ist es, das Ganze zu verbessern – von Tor zu Tor und dann sogar über die Fabriktore hinaus zur Lieferkette.
Weitere Ziele bei der Anwendung des Verfahrens:
- Verringerung der Bestände (Roh-, Halb- und Fertigware)
- Verringerung der Durchlaufzeit (vom Bestelleingang des Kunden bis zur Warenauslieferung)
- Erhöhung der Qualität durch sofortiges Fehlerfeedback
- Erhöhung der Liefertreue zum Kunden